# ¿Quién ha visto las tijeras?
¿Quién ha visto las tijeras? (spanisch ‚Wer hat die Schere gesehen?‘) ist ein Bilderbuch des chilenischen Autors und Illustrators Fernando Krahn, das 1975 beim US-amerikanischen Verlag Dutton veröffentlicht wurde. Die Originalausgabe kommt ganz ohne Text aus, während spätere Ausgaben mit einem Text von Krahns Ehefrau Maria de la Luz Uribe ergänzt wurden.

## Inhalt
Die Schere eines Schneiders ist offenbar ihres eintönigen Alltags überdrüssig und segelt eines Tages – sehr zum Entsetzen ihres Besitzers – einfach aus der Tür der Schneiderei davon, um sich in der Stadt umzusehen und auszutoben. Auf ihrem Flug zerschneidet sie allerlei Dinge wie die Zügel eines Kutschers, den Zopf eines Mädchens, die Blumen eines verliebten Mannes, eine Hundeleine, die Saiten eines Streichinstruments, eine Drachenschnur, das Seil eines Artisten in einem Zirkus, die Mähne eines Löwen sowie die Schwanzfedern eines Vogels und richtet dabei gehöriges Chaos in der gesamten Stadt an, ehe die Schere wieder zum Schneider zurückkehrt. Dieser ist über ihr Wiederauftauchen hocherfreut. Um zu vermeiden, dass die Schere ein weiteres Mal ausbüxt, sperrt er sie sicherheitshalber in einen Vogelkäfig.

## Rezeption
Lorenzo Bellettini schreibt in seiner Buchrezension: „Fernando Krahns Illustrationen sind sehr humorvoll und von einer herrlichen künstlerischen Leichtigkeit […] Krahns Zeichnungen sind farbenfroh, wunderbar einfallsreich und überraschend. Diese lustigen Meisterwerke der Buchillustration verdienen alles Lob, das sie erhalten haben. Das Buch ist eine zauberhafte und verzaubernde Hommage an die Freiheit und Vielfalt; es bringt junge Leser dazu, ihre Vorstellungskraft zu benutzen.“ Hayden Atwood schreibt im School Library Journal: „Die rote Schere, die einzige Farbe in den humorvollen schwarz-weißen Bleistiftzeichnungen, zieht die Aufmerksamkeit des Betrachters auf sich und macht die Geschichte leicht nachvollziehbar.“

## Auszeichnungen
¿Quién ha visto las tijeras? wurde 1982 mit dem Premio Apel Les Mestres ausgezeichnet.

## Referenzen
¿Quién ha visto las tijeras? ist in dem literarischen Nachschlagewerk 1001 Kinder- und Jugendbücher – Lies uns, bevor Du erwachsen bist! für die Altersstufe 3+ Jahre enthalten.

## Ausgaben
- ¿Quién ha visto las tijeras? Dutton, USA 1975 (spanisch).